# Rivière Chiskal
La rivière Chiskal est un affluent de la rivière au Bouleau, coulant dans le territoire non organisé de Rivière-Nipissis, dans la municipalité régionale de comté de Sept-Rivières, dans la région administrative de la Côte-Nord, dans la province de Québec (Canada).

## Géographie
Le cours de la rivière Chiskal descend généralement vers le sud-est, entre la Petite rivière au Bouleau (situé du côté ouest) et la rivière au Bouleau (situés du côté est).
La rivière Chiskal prend sa source d'un lac non identifié (longueur: 0,6 km; altitude: 681 m), dans le territoire non organisé de Rivière-Nipissis. Ce lac est surtout alimenté par le ruisseau à la Chasse, le ruisseau au Lièvre et le ruisseau au Castor. L'embouchure du lac de tête est située au fond d'une baie étroite au sud-est du lac, soit à:
- 118,5 km au sud de la limite entre le Labrador et le Québec;
- 9,95 km à l'est d'une baie du lac Nipisso;
- 18,6 km au nord-ouest de l'embouchure de la rivière Chiskal;
- 77,9 km au nord-est du centre-ville de Sept-Îles.

À partir du lac de tête, le cours de la rivière Chiskal descend sur 31,3 km, avec une dénivellation de 395 m, selon les segments suivants:
Cours supérieur de la rivière Chiskal (segment de 18,2 km)
- 10,8 km vers le sud presque en ligne droite, en traversant 3 petits lacs, puis en courbant vers le sud-est, jusqu'à un coude de rivière correspondant au ruisseau Zéphirin (venant de l'est) et au ruisseau Chisholm (venant du nord);
- 7,4 km vers le sud dans une vallée de plus en plus encaissée, en courbant vers le sud-est en fin de segment, jusqu'à la décharge (venant du nord-ouest) d'un ensemble de lacs;

Cours inférieur de la rivière Chiskal (segment de 13,1 km)
- 8,3 km vers l'est au pied d'une longue falaise de montagne (située du côté sud) et formant un crochet vers le sud-est, jusqu'à un coude de rivière;
- 4,8 km vers le sud-est dans une vallée évasée, en formant plusieurs serpentins, et en recueillant la décharge (venant du sud-ouest) de la rivière à Dupuis, jusqu'à son embouchure[2][Interprétation personnelle ?]

La rivière Chiskal se déverse dans un coude de rivière sur rive ouest de la rivière au Bouleau. Cette confluence est située à:
- 144 km au sud-ouest du centre du village de Havre-Saint-Pierre;
- 65 km à l'ouest du centre du village de Rivière-au-Tonnerre;
- 71,4 km au nord-est du centre-ville de Sept-Îles[2][Interprétation personnelle ?].

À partir de la confluence de la rivière Chiskal, le courant descend le cours de la rivière au Bouleau sur 39,1 km vers le sud, jusqu'à la rive nord de l’estuaire du Saint-Laurent[Interprétation personnelle ?].

## Toponymie
Le toponyme « rivière Chiskal » a été officialisé le 5 décembre 1968.